# Truite biwa
Oncorhynchus rhodurus
Espèce
La Truite biwa (Oncorhynchus rhodurus) est une espèce de poissons de la famille des salmonidés. Elle est souvent considérée comme une sous-espèce du Saumon du Japon sous la dénomination Oncorhynchus masou rhodurus.

## Nom vernaculaire
Le nom vernaculaire d'Oncorhynchus rhodurus, au Japon, est Biwa masu ou Amenōo.

## Distribution
La Truite biwa est originellement une espèce endémique du lac Biwa (préfecture de Shiga), sur l'île de Honshū, au Japon. Elle a été introduite à l'ère Meiji (1868-1912) dans les eaux des lacs Chūzenji (préfecture de Tochigi), Kizaki (préfecture de Nagano) et Ashi (préfecture de Kanagawa).

## Synonymie
- Oncorhynchus masou rhodurus Jordan et McGregor, 1925